# Elefthériosz Venizélosz
Elefthériosz Venizélosz (teljes nevén görög írással Ελευθέριος Κυριάκου Βενιζέλος [Elefthériosz Kiriáku Venizélosz]; Murniesz (ma Elefthériosz Venizélosz), Kréta, 1864. augusztus 23. – Párizs, 1936. március 18.) görög politikus, 1910 és 1920, illetve 1928 és 1933 között többször is Görögország miniszterelnöke. A „modern Görögország megteremtőjeként” tartják számon, és a 20. század elejének legnagyobb görög politikusának illetve államférfiújának tartják.

## Élete
1896-ban az Oszmán Birodalom elleni krétai lázadás egyik vezéralakja volt. A szigeten mintegy tizenöt évig fennállt Krétai Államban igazságügyi miniszterként tevékenykedett, de igen hamar lemondott, mert elégedetlen volt a sziget vezetőjének György hercegnek a politikájával. 1905-ben nyíltan fel is lázadt György ellen (theriszoszi felkelés). A balkáni háborúk során miniszterelnöksége alatt Görögország jelentős területeket szerzett.
Az első világháború kitörésekor Venizélosz Nagy-Britanniához, Franciaországhoz és Oroszországhoz csatlakozott. Venizélosz volt görög miniszterelnök, akihez csatlakozott a Haditengerészet és a Szaloniki görög katonaság, még szeptember végén 100 tiszttel együtt elhagyta Athént, és Kréta szigetén ideiglenes kormányt alakított, amely november 25-én proklamálta a háborút a Német Császárság és Bulgária ellen. A háború végén Venizélosz jelentős területekhez juttatta Görögországot Törökország és Bulgária rovására, később azonban, az ifjútörök forradalom után, az 1919–22-es görög–török háborúban Kemal pasa csapataival visszafoglalta ezeknek a területeknek nagy részét.